# Tarcuna
Tarcuna ou Tarcuna/i (em hitita: Tarḫunna ou Tarḫuna/i) era o deus do tempo hitita.

## Nome
Tarcuna (Tarḫunna) é um cognato do verbo hitita tarḫu-zi, "prevalecer, conquistar, ser poderoso, ser capaz, derrotar"; do deus do tempo proto-anatólio *Tṛḫu-ent-, "conquistador"; finalmente de PIE *terh₂-, "atravessar, passar, superar". O mesmo nome foi usado em quase todas as línguas da Anatólia: luvita Tarḫunz-; cário Trquδ-; milíaco Trqqñt-, e lício Trqqas (A) e Trqqiz (B).
Norbert Oettinger argumentou que as funções do deus do tempo da Anatólia vêm, em última análise, do deus protoindo-europeu Perkwunos, mas que eles não preservaram o antigo nome e cunharam, em vez disso, o novo epíteto Tṛḫu-ent- ("conquistador"), que soava próximo ao nome do deus da tempestade hatita Taru.

## Função

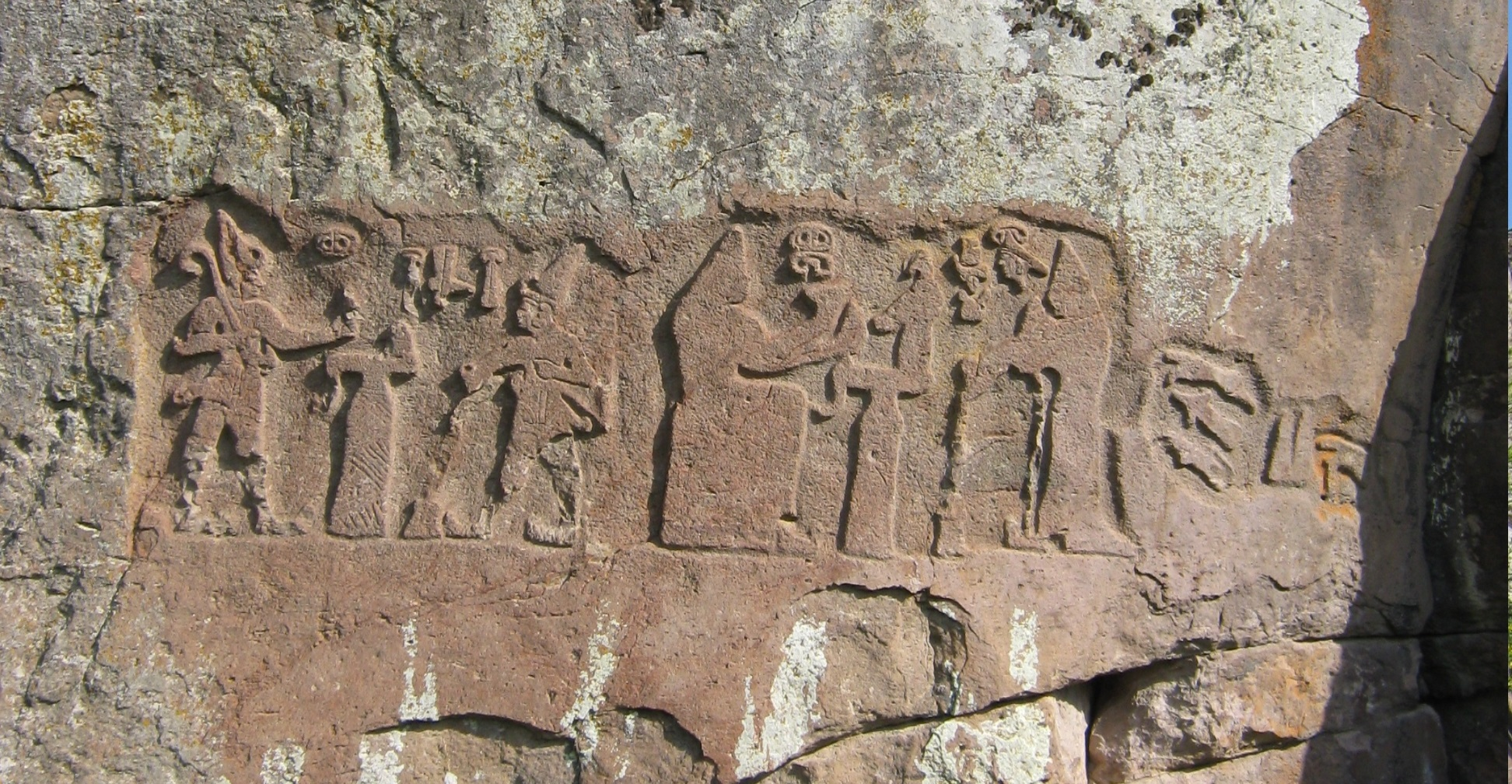
e Puduquepa fazem oferendas a Tarcuna e Hepate, no relevo de Fıraktın

Como deus do clima, Tarcuna era responsável pelas várias manifestações do clima, especialmente trovões, relâmpagos, chuva, nuvens e tempestades. Ele governava os céus e as montanhas e decidia se haveria campos férteis e boas colheitas, ou seca e fome, e era tratado pelos hititas como o governante dos deuses. Tarcuna legitimou a posição do rei hitita, que governava a terra de Hatti em nome dos deuses. Ele vigiava o reino e as outras instituições do estado, mas também fronteiras e estradas.

## Genealogia
Tarcuna é o parceiro da deusa do Sol de Arina. Seus filhos são os deuses Telipinu e Camama, as deusas Mezula e Inara, o deus do tempo de Zipalanda e o deus do tempo de Nerique. Como resultado de sua identificação com o deus hurrita Tessupe, Tarcuna também é o parceiro de Hepate (que é sincretizado com a deusa do Sol de Arina) e o pai do deus Xarruma e das deusas Alanzu e Cunzixali. Seus irmãos são Xualiate (identificado com o hurrita Tasmixu) e Aranzaque, a deusa do rio Tigre.

## Descrições

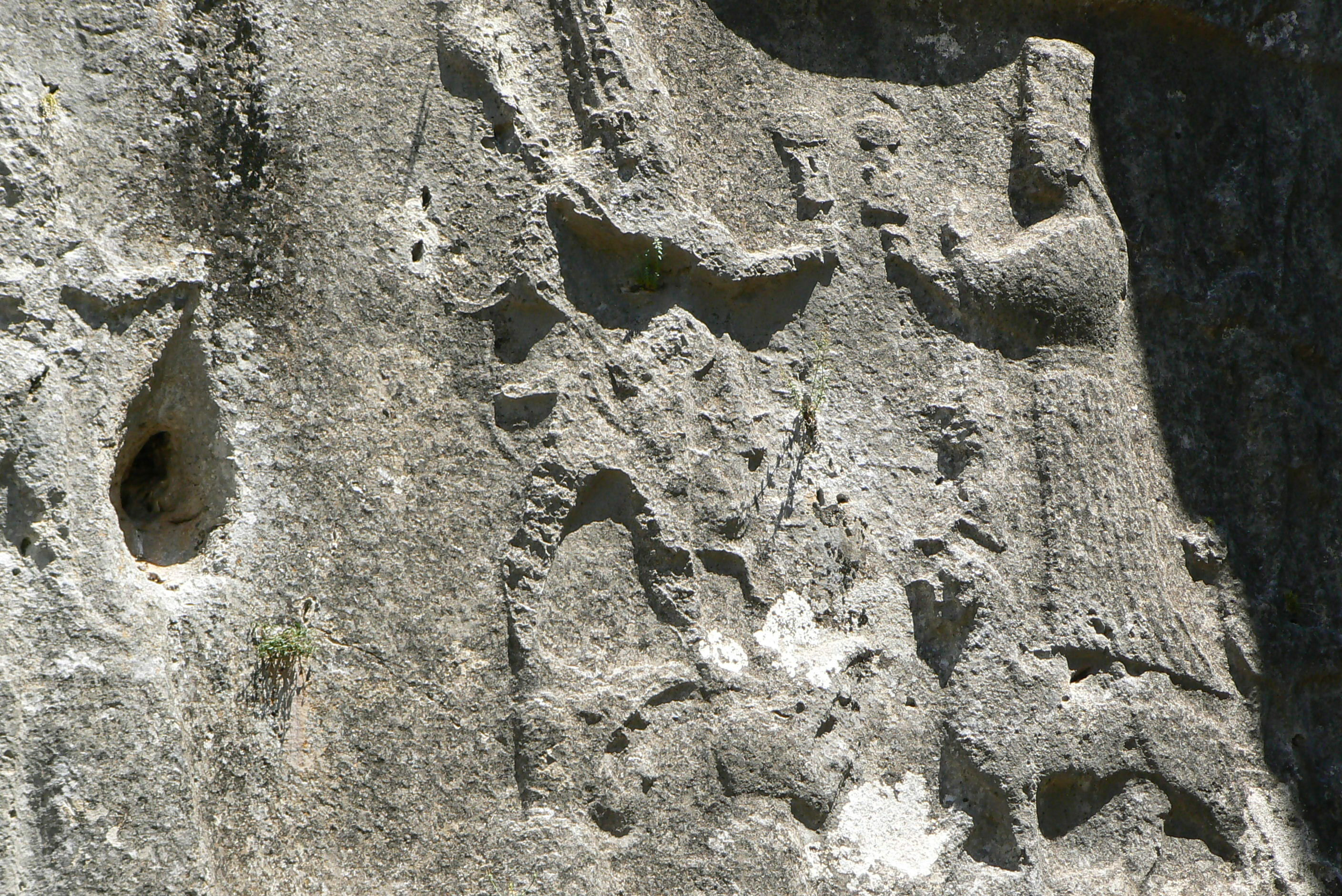
Tarcuna à esquerda, em cima de Nani e Huzi, com Hepate à direita; santuário de Iazelecaia

Tarcuna era o deus principal dos hititas e é retratado na frente de uma longa linha de deuses masculinos em relevos de pedra no santuário de Iazelecaia. Lá, é retratado como um homem barbudo com um boné pontudo e um cetro, de pé nas costas dos deuses da montanha Namni e Hazi e segurando um raio de três pontas em sua mão. Representações posteriores o mostram com um machado de batalha na forma de uma enxó.

## Equivalentes
O deus tinha cognatos na maioria das outras línguas antigas da Anatólia. Em hatita (uma língua não indo-europeia), era chamado de Taru; em luvita, Tarcunz (cuneiforme: Tarḫu(wa)nt(a)-, hieróglifo: DEUS TONITRUS); em palaico, Ziparua; em Lício, Trecas / Trequiz (Trqqas/Trqqiz); e em cário, Trecude (Trquδe; dat.). O deus luvita Tarcunz adorado pelos Estados neo-hititas da Idade do Ferro era intimamente relacionado a Tarcuna, Nomes pessoais que se referem a Tarcunz, como "Trocondas", são atestados na época romana.